# Parotis costulalis
Parotis costulalis is een vlinder uit de familie van de grasmotten (Crambidae), uit de onderfamilie van de Spilomelinae. De wetenschappelijke naam van deze soort is voor het eerst voorgesteld als Glyphodes costulalis door Embrik Strand in een publicatie uit 1912.
De soort komt voor in Togo, Kameroen, de Comoren en Madagaskar.